# Замок Шанбаллі
Замок Шанбаллі (англ. Shanbally Castle) — один із замків Ірландії, розташований в графстві Тіпперері, біля селища Клоген. Замок побудував Корнеліус О'Каллаган — І віконт Лісмор у 1810 році. Є найбільшою спорудою в Ірландії, яку побудував англійський архітектор Джон Неш. 1854 року замок був придбаний Земельною комісією Ірландії. Після довгої суперечки був знесений 21 березня 1960 року.
Проти знесення замку Шанбаллі лунали чисельні голоси протесту. Протестували в тому числі кілька вчених, таких як професор Гвінн, протестували політики, такі як сенатор Шон Мойлан, що займав посаду міністра сільського господарства до своєї смерті в 1957 році, депутат параменту Ірландії Джон В. Мохер. Але уряд, який очолювала партія Фіана Файл не любив замки аристократії, які вважав символом англійського панування. Депутат парламенту Майкл Давнер висловився за знесення замку.
Замок міг би бути врятований, якби знайшовся покупець, який би купив замок та маєток і зайнявся його реставрацією. Так хотів вчинити лондонський театральний критик Едвард Чарльз Саквіл-Вест — V барон Саквілл, що дуже любив землі Клоген, які він знав з дитинства. Він погодився купити замок разом з 163 акрами землі навколо нього. Але потім підмовився від покупки, коли Земельна комісія Ірландії відмовилася припинити вирубку дерев на землі, що продавалася. Коли продаж замку зірвався, уряд Ірландії заявив, що іншого покупця не знайшлося.
У 1960 році замок знесли вибухом. Вибух було чути на відстані 10 миль навколо. Уряд заявив, що замок був знесений через його аварійний стан, та тому що той стояв закинутим більше 40 років.